# 韋布角
67°51′S 146°55′E / 67.850°S 146.917°E
韋布角是南極洲的海岬，位於喬治五世地，處於安思沃斯灣和多萊特灣之間，由澳大利亞探險家率領的探險隊發現，現時由南極條約體系管理。